# Reeperbahn

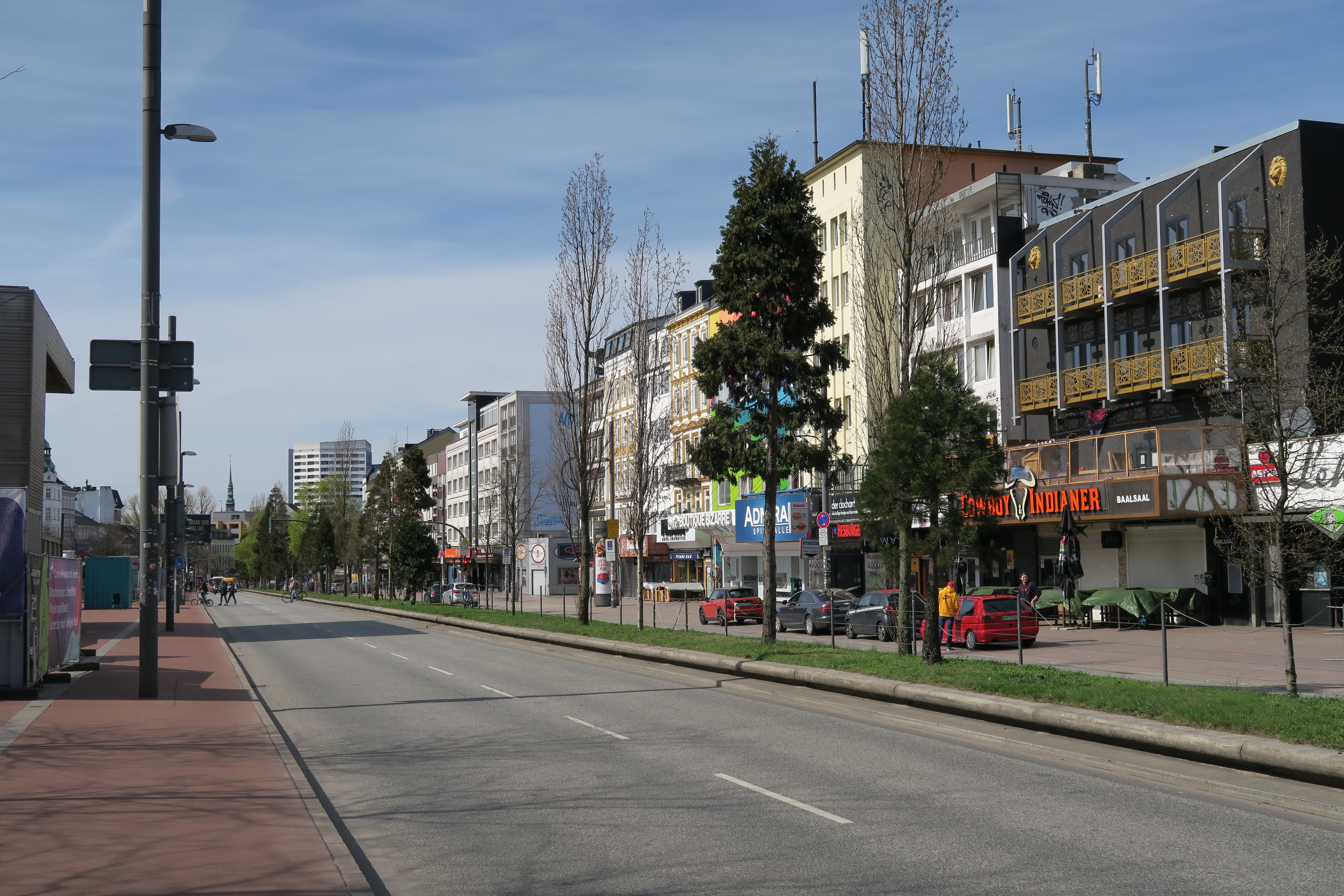
De Reeperbahn

De Reeperbahn is een 930 meter lange straat in de Duitse stad Hamburg. De straat bevindt zich in de wijk St. Pauli en loopt van de Nobispoort tot de Millernpoort.
De Reeperbahn ligt in een druk bezocht uitgaansgebied waar vele muziekclubs, cafés, discotheken en andere uitgaansgelegenheden gevestigd zijn. Een andere bekende straat in deze buurt is de Große Freiheit (Grote Vrijheid), een zijstraat van de Reeperbahn. Op de kruising van de Reeperbahn en Große Freiheit is de Beatles-Platz (Beatlesplein) aangelegd, vernoemd naar de Britse rockband The Beatles, die vaak in de clubs in de buurt speelden (waaronder de Star-Club) in de vroege jaren 60. 

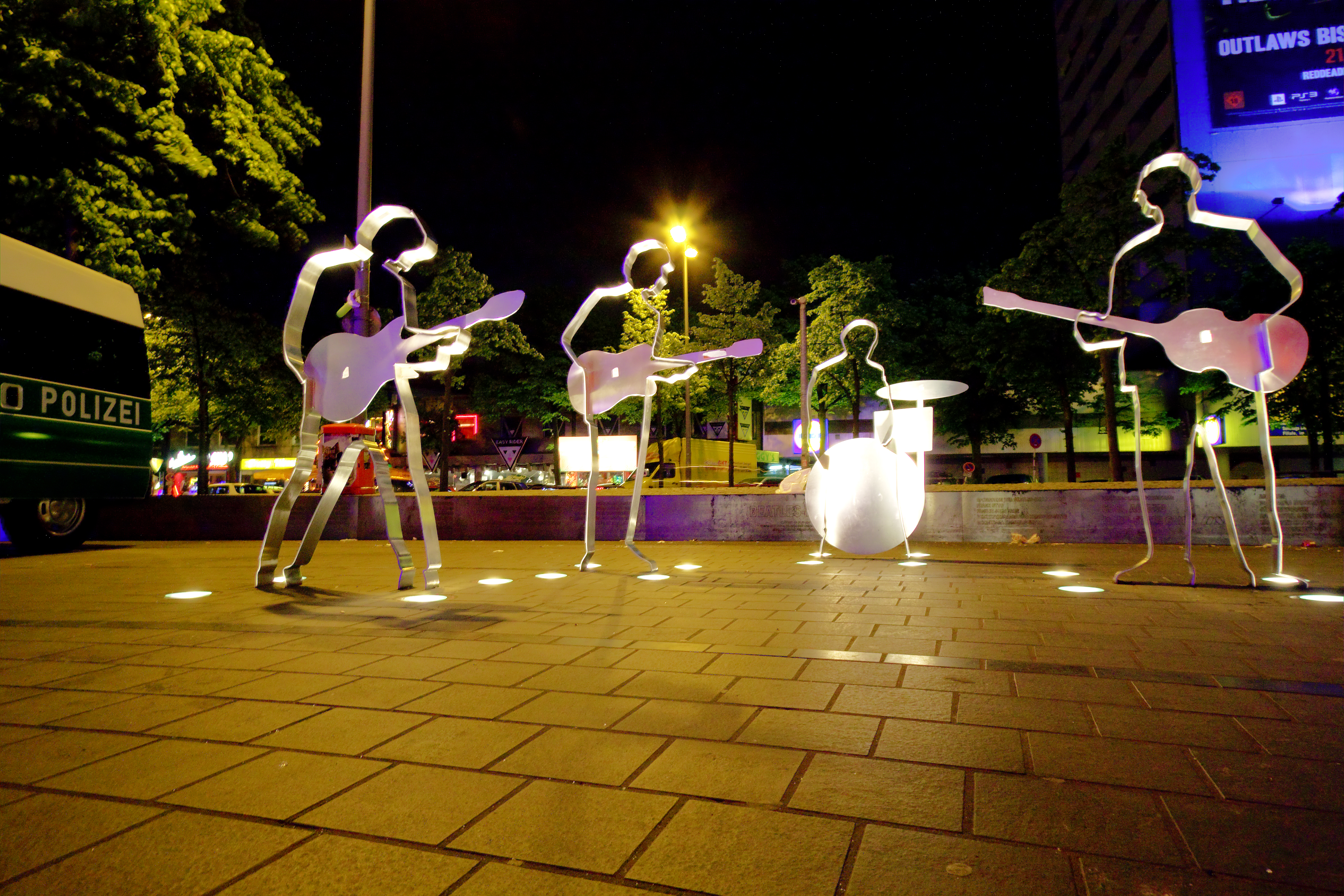
Standbeeld van de vier Beatles-leden op Beatles-Platz

Beroemd is de Reeperbahn tevens vanwege de prostitutie die er bedreven wordt. Behalve beperkte tippelprostitutie is er een steeg met raamprostitutie en bevinden zich enige eroscentra aan de straat. Met de naam Reeperbahn wordt ook wel het gehele prostitutie van Hamburg aangeduid. 
De oostelijke zijde van de Reeperbahn werd gerenoveerd, onder meer met het kantoorcomplex Tanzende Türme aan de grens met Hamburg-Neustadt bij het metrostation St. Pauli.

## Oorsprong van de naam
De naam Reeperbahn (Hoogduits: Reiferbahn) is afkomstig uit het touwmakersbedrijf waar de touwslagers (Duits: Reepschlägern) voor het in elkaar draaien van scheepstouwen een lang recht pad ter beschikking hadden: de Reeperbahn. In Nederland, waar hetzelfde werkgebied lijnbaan wordt genoemd, bestaan ook straten met die naam, zoals de Lijnbaan in Rotterdam en de Lijnbaansgracht in Amsterdam.